# مقاطعة فلمور (مينيسوتا)
مقاطعة فيلمور (بالإنجليزية: Fillmore County) هي إحدى مقاطعات ولاية مينيسوتا في الولايات المتحدة الأمريكية.